# Berlin (együttes)
A Berlin amerikai new wave/szintipop/post-punk együttes, amely 1978-ban alakult Los Angelesben. Legismertebb dalaik a "The Metro", a "Sex (I'm A...)", a "No More Words" és a "Take My Breath Away", amely a Top Gun című film betétdalaként szolgált. A "Sex (I'm A...)" című daluk szerepel a Grand Theft Auto: Vice City Stories videojátékban.
A Berlin elődjének az 1976-ban alakult The Toys zenekar számított, melynek tagjai John Crawford (basszusgitár), Dan Van Patten (dob), Chris Ruiz-Velasco (gitár) és Ty Cobb (ének) voltak. Pár koncert után Berlinre változtatták a nevüket, Cobb-ot pedig kirúgták az együttesből. Kis ideig Toni Childs volt az énekes, majd Terri Nunn csatlakozott a zenekarhoz, miután látott egy hirdetést. A nevük ellenére nincs közük a német fővároshoz; mindössze azért választották ezt a nevet, mert "európainak" és "egzotikusnak" akartak tűnni.
1987-ben feloszlottak, majd 1997-ben újból összeálltak.

## Diszkográfia
- Information (1980)
- Pleasure Victim (1982)
- Love Life (1984)
- Count Three & Pray (1986)
- Voyeur (2002)
- 4Play (2005)
- Animal (2013)
- Transcendance (2019)[5]
- Strings Attached (2020)